# Ромашковский сельский совет (Середино-Будский район)
Ромашковский сельский совет (укр. Ромашківська сільська рада) — входит в состав
Середино-Будского района
Сумской области
Украины.
Административный центр сельского совета находится в 
с. Ромашково
.

## Населённые пункты совета
- с. Ромашково
- с. Демченково
- с. Лесовая Поляна